# Guglielmo I d'Olanda
Guglielmo I d'Olanda (in olandese Willem I van Holland; L'Aia, 1167 circa – 4 febbraio 1222) fu il quattordicesimo (o, secondo gli Annales Egmundani, il dodicesimo) conte d'Olanda dal 1203 alla sua morte.
La storiografia ufficiale contemporanea dell'epoca lo cita come successore di Teodorico VII non considerando la contessa Ada, figlia e legittima erede di Teodorico VII. La riabilitazione di Ada avvenne nel XIV secolo, dopo che la Casa d'Olanda fu estinta. Gli storiografi dell'epoca iniziarono a riconoscere che Ada fu usurpata del titolo che le spettava e più tardi, a partire dal XV secolo iniziarono a riportarla come contessa d'Olanda.

## Origine
Guglielmo era il figlio maschio secondogenito dell'undicesimo (decimo secondo gli Annales Egmundani) conte d'Olanda, Fiorenzo III e di Ada di Scozia, che, sempre secondo il capitolo nº 57a della Chronologia Johannes de Beke, Ada era la figlia del conte di Huntingdon e di Northumbria ed erede al trono di Scozia, Enrico e di Ada de Warenne, che, secondo il cronista, priore dell'abbazia di Bec e sedicesimo abate di Mont-Saint-Michel, Robert di Torigny, era la moglie di Enrico e la madre del re di Scozia, Malcolm (la Chronica de Mailros riporta che Ada era la sorella del re di Scozia, Malcolm), figlia di Guglielmo II di Warenne e Elisabetta di Vermandois (definisce Ada sorella uterina di Waleran de Beaumont, I conte di Worcester).
Fiorenzo III d'Olanda, secondo il capitolo nº 52 della Chronologia Johannes de Beke era il figlio secondogenito del decimo (secondo gli Annales Egmundani, fu il nono) conte d'Olanda, Teodorico VI e della futura contessa di Bentheim, Sofia di Rheineck, che, secondo gli Annales Egmundani, era figlia del conte di Rheineck ed conte palatino del Reno (come conferma anche il capitolo nº 52 della Chronologia Johannes de Beke), Ottone I di Salm e dell'erede della contea di Bentheim, Gertrude di Northeim, che, secondo l'Annalista Saxo, era figlia del margravio di Frisia, Enrico di Northeim e della moglie, Gertrude di Braunschweig.

## Biografia
Guglielmo, per parte di madre, era nipote del re di Scozia, Guglielmo I ed infatti fu lì che venne educato e vi trascorse la sua giovinezza.
Suo padre, Fiorenzo era stato un fedele alleato dell'imperatore del Sacro Romano Impero, Federico Barbarossa, ed aveva partecipato alla spedizione di Federico in Italia.
Fiorenzo III, prese parte alla terza crociata e fu uno dei comandanti dell'imperatore Federico, Federico Barbarossa. Guglielmo, aveva seguito il padre alla Crociata.
Durante la crociata, Fiorenzo morì, per la peste, nel 1190, come conferma il capitolo nº 58b della Chronologia Johannes de Beke, che riporta che Fiorenzo morì, il 1 agosto, del 1190 ad Antiochia, non molto tempo dopo l'imperatore, Federico Barbarossa, continuando che Fiorenzo fu inumato nella stessa abbazia dell'imperatore, la Grotta di San Pietro ad Antiochia.
Il figlio maschio primogenito succedette a Fiorenzo III, come Teodorico VII, conte d'Olanda.
Guglielmo, dopo la morte del padre, per altri cinque anni, rimase in Terra santa, dove partecipò a diverse battaglie contro i Musulmani, riportando parecchie vittorie e, a detta dei Cristiani, riuscì a penetrare nella città di Damietta, considerata inespugnabile.
Guglielmo era rientrato in Olanda, nel 1195, in quel periodo, secondo il capitolo nº 59a della Chronologia Johannes de Beke, appoggiò apertamente una ribellione dei Frisoni contro il fratello Teodorico VII; nel frattempo, anche il conte delle Fiandre, Baldovino VIII aveva attaccato l'Olanda. Teodorico, dopo aver sconfitto i Frisoni, sconfisse anche Baldovino VIII; dopo fece la pace col fratello Guglielmo concedendogli il governo di parte della Frisia, col titolo di conte della Frisia orientale. Anche le Gesta Episcopum Traiectensium ricordano la ribellione di Guglielmo, che fu sconfitto dal fratello, Teodorico VII e che divenne il genero del conte di Gheldria, Ottone I; il capitolo nº 61 della Chronologia Johannes de Beke, ricorda che Guglielmo, dal fratello, fu sconfitto a Horst e che Ottone I di Gheldria era stato compagno d'arme di Guglielmo in Terra santa e gli diede in moglie la figlia, Adelaide.
Nel 1198, tra i due fratelli regnava l'armonia, infatti, secondo il documento nº 230 dell'Oorkondenboek Holland, Teodorico VII, fu autore di una donazione alla chiesa di Santa Maria di Utrecht, alla presenza, oltre che della madre, Ada di Scozia, dei fratelli, Guglielmo, conte della Frisia orientale e Fiorenzo e della sorella Margherita
All'inizio del XIII secolo, Guglielmo si ribellò nuovamente all'autorità di Teodorico VII, e, secondo il capitolo nº 62a della Chronologia Johannes de Beke, si alleò col Duca del Brabante, Enrico I.
Teodorico attaccò il Brabante, ma, sulla via del ritorno, incontrò l'esercito di Enrico I, che aveva già sconfitto Ottone I di Gheldria, alleato di Teodorico VII, e, a Heusden, Teodorico venne sconfitto e fatto prigioniero, come ci conferma il capitolo nº 62b della Chronologia Johannes de Beke.
Dopo essere stato liberato, nel 1203, suo fratello, Teodorico VII, secondo il capitolo nº 63a della Chronologia Johannes de Beke, mentre si trovava a Dordrecht, essendosi gravemente ammalato, avrebbe voluto consegnare provvisoriamente la contea a Guglielmo, affinché tutelasse, Ada, la sua unica figlia, rimasta in vita; ma Teodorico VII morì prima di poter incontrare Guglielmo. La morte di Teodorico VII viene confermato anche dagli Annales Egmundani (anno 1203 obiit Theodericus comes Hollandiæ).
A Teodorico VII, succedette la figlia Ada, in quanto, con l'appoggio dell'imperatore, Enrico VI, aveva abolito la legge salica per la contea d'Olanda, che, prima di aver sepolto il padre, sposò Luigi II conte di Loon, che divenne conte d'Olanda, per diritto di matrimonio. Secondo gli Annales Egmundani fu la madre di Ada, Adelaide o Adele di Cleves, che non si fidava del cognato, a opporsi alla volontà del morente marito di dare la reggenza a Guglielmo, ma si attivò in modo che il fidanzato della figlia, Luigi II conte di Loon, giungesse in Olanda e sposasse Ada, prima della sepoltura del marito e quindi consentire a Luigi di governare la contea, causando così la ribellione di Guglielmo, sia perché non tutti i nobili avevano accettato l'abolizione della legge salica ed anche perché il fastoso matrimonio, prima dell'inumazione del conte defunto, aveva generato scandalo, che portò allo scontro, alla cattura e deposizione di Ada. Anche le Gesta Episcopum Traiectensium ricordano che il matrimonio di Ada e Luigi fu celebrato subito dopo la morte del padre, Teodorico VII, anche per difendere la contessina dalle aspirazioni dello zio, Guglielmo, che cercava di usurpare i diritti della nipote. 
Con Guglielmo, contro Ada, contessa d'Olanda, si erano schierati il Principato vescovile di Liegi, il Vescovo di Utrecht e i Conti di Fiandra, oltre che il Duca di Brabante, parte della popolazione olandese, ed ebbe anche il fratello, Fiorenzo e lo zio, Ottone I, conte di Bentheim, rispettivamente zio e prozio di Ada, come ci informa i capitoli nº 63b e 63c della Chronologia Johannes de Beke.
Ada, braccata dai sostenitori di Guglielmo, aveva trovato rifugio nella cittadella di Leida, ma fu catturata e Luigi II, il marito di Ada, cercò invano di liberare la moglie e combatté contro Guglielmo, come attestano i capitoli 63d e 63e della Chronologia Johannes de Beke e gli Annales Egmundani, per l'anno 1204, mentre le Gesta Episcopum Traiectensium, riportano che Luigi II non riuscì a riconquistare la contea d'Olanda.
Secondo Ada, Countess of Holland, per motivi di sicurezza si ritenne di dover spostare la prigioniera dai Paesi Bassi all'Inghilterra affidando la stessa direttamente al re, Giovanni d'Inghilterra, dove fu trattenuta, per circa 4 anni.
Il 14 ottobre 1206, Guglielmo e Luigi raggiunsero un accordo: la contea d'Olanda veniva assegnata a Luigi mentre a Guglielmo venivano assegnati alcuni territori nella contea di Zelanda e Guglielmo dovette accettare Luigi e Ada quali conte e contessa d'Olanda. Luigi, poi, dovette recarsi personalmente in Inghilterra, e, nella seconda metà del 1207, riuscì a far liberare Ada. La coppia, in quello stesso anno, si stabilì a Loon, anche perché, ormai la contea d'Olanda era nelle mani di Guglielmo, riconosciuto come conte Guglielmo I, che, nel 1213 ricevette l'investitura a Conte d'Olanda dal re di Germania e imperatore del Sacro Romano Impero, Ottone IV di Brunswick, poiché era un leale sostenitor della casata dei Guelfi nella quale era nato l'Imperatore; questa alleanza si interruppe solo nel 1214, dopo la Battaglia di Bouvines, in cui Ottone IV, alleato di Giovanni Senzaterra, fu sonoramente sconfitto dai francesi; allora Guglielmo divenne sostenitore del nuovo re di Germania e imperatore del Sacro Romano Impero, il ghibellino, Federico II di Svevia e Guglielmo confermando la sua alleanza con lui, poco dopo, prese parte alla spedizione francese contro Giovanni, un'azione che gli costò la scomunica.
Fu forse in seguito a questo che Guglielmo divenne un fervente sostenitore delle crociate, combatté in Prussia. Egli partecipò anche alla quinta crociata, prendendo parte alla cattura di Damietta, e, durante il trasferimento in Terra santa, si fermò a Lisbona e partecipò alla conquista della cittadina portoghese di Alchacia: il cronista e monaco benedettino inglese, Matteo di Parigi, nel suo Matthæi Parisiensis, Monachi Sancti Albani, Chronica Majora, Vol. III, riporta che, nel 1217, i Frisoni, sotto la guida del conte d'Olanda, Guglielmo, si imbarcarono con altri su trecento navi, per la crociata che portò alla conquista di Damietta; fecero scalo a Lisbona e decisero di combattere i musulmani: Guglielmo ed i Frisoni misero l'assedio ad Alchacia, dove fecero strage di Saraceni, uccidendo anche il loro re e, molti ne fecero prigionieri; conquistarono la città e la consegnarono ai Cristiani.
Guglielmo morì il 4 febbraio 1222, come conferma il capitolo nº 65b della Chronologia Johannes de Beke, riporta che Guglielmo (Wilhelmus autem comes) morì, nel 1222 (mccxxii) il 4 febbraio (ii nonas februarii), continuando che fu sepolto nell'abbazia di Rijnsburg, accanto alla prima moglie, Adelaide,
Gli succedette il figlio primogenito, Fiorenzo, come Fiorenzo IV, conte d'Olanda.
Durante il regno di Guglielmo e prima di suo fratello Teodorico VII, tra la fine del XII e l'inizio del XIII secolo vi furono diversi cambiamenti nel "paesaggio" olandese, diversi colonizzatori iniziarono a comprare pezzi di terra acquitrinosa per trasformarla in polder. Molte paludi vennero vendute e i processi di irrigazione presero il via proprio sotto il regno di Guglielmo; nello stesso periodo vennero realizzati anche grandi lavori di infrastrutture. L'isola di Grote Waard fu cinta da dighe e uno sbarramento venne costruito attorno al villaggio di Spaarndam. Vennero creati anche nuovi organi, compreso il Waterschap che aveva il compito di proteggere e sorvegliare i polders perché non venissero inondati.

## Matrimonio e figli
Guglielmo, come ci confermano gli Annales Egmundani, nel 1197, aveva preso in moglie, Adelaide di Gheldria (1186 circa - 1218), figlia del conte di Gheldria, Ottone I, che era stato compagno d'arme di Guglielmo in Terra santa e di Riccarda di Baviera (1173-1231), che, come risulta dalla Genealogia Ottonis II Ducis Bavariæ et Agnetis Ducissæ era la moglie di Ottone I di Gheldria (Otto comes de Gelre) ed era la quarta figlia femmina del duca di Baviera, Ottone I; Il matrimonio di Guglielmo e Adelaide era stato celebrato a Stavra. Adelaide morì il 12 febbraio 1218, come conferma il capitolo nº 65b della Chronologia Johannes de Beke, che riporta che la contessa (comitissa venerabilis) morì, nel 1218 (mccxviii) il 4 febbraio (ii ydus februarii) e fu sepolta nell'abbazia di Rijnsburg.
Guglielmo da Adelaide di Gheldria, ebbe cinque figli:
- Fiorenzo[16] (24 giugno 1210 - 19 luglio 1234), fu conte d'Olanda[31].
- Ottone d'Olanda[16] ( †  3 aprile 1249), fu il trentaseiesimo vescovo di Utrecht, dal 1233, come ci testimonia il Kronijk van Arent toe Bocop[36], alla sua morte, riportata dal capitolo nº 70i della Chronologia Johannes de Beke (mccxlix....ii nonas aprilis)[37]. Fu anche reggente della contea d'Olanda, nel biennio 1238 e 1239[34]
- Guglielmo d'Olanda[16] ( † 30 agosto 1238), reggente della contea d'Olanda dal 1234 alla sua morte, nel documento nº 566 dell'Oorkondenboek Holland, datato 1235, Guglielmo viene definito tutore dell'Olanda (Wilhelmus tutor Hollandiæ)[38]. Morì, mentre partecipava ad un torneo, come ci confermano gli Annales Stadenses[39]
- Riccarda[16] ( † 3 gennaio 1262), che, viene citato in due documenti dell'Oorkondenboek Holland, inerenti a due donazioni: la prima, fatta dal fratello, Fiorenzo IV, riferita al documento nº 523, datato 1231, in cui Riccarda figura come testimone[40]; la seconda, riferita al documento nº 870 è inerente ad una donazione fatta dalla stessa Riccarda, in suffragio delle anime dei genitori, è datata 1250[41]; la morte di Riccarda (anno ed il giorno della morte) viene riportata dalla Beka's Egmondsch Necrologium, in Oppermann, O. (1933) Fontes Egmundenses a pagina 110 (non consultata)[34]
- Ada[16] ( † 15 giugno 1258), che divenne badessa a Rijnsburg[16].

Mentre Guglielmo partecipava alla Quinta Crociata, la moglie, Adelaide, nel 1220, morì.
Dopo essere ritornato in Olanda, nel 1220, Guglielmo, come conferma il capitolo nº 65b della Chronologia Johannes de Beke, si sposò, in seconde nozze, con Maria di Brabante (1190 circa - maggio o giugno 1260), che, secondo la Genealogia Ducum Brabantiæ Heredum Franciæ era la figlia femmina primogenita del Duca della Bassa Lorena, conte di Lovanio e primo duca di Brabante, Enrico I e di Matilde di Boulogne, che era faglia del conte di Boulogne, Matteo di Lorena e della contessa di Boulogne, Maria; suo padre, Enrico I di Brabante era figlio del Duca della Bassa Lorena, Goffredo III di Lovanio e di Margherita di Limburgo.
Anche Maria era al suo secondo matrimonio, infatti era vedova del re di Germania e imperatore del Sacro Romano Impero, Ottone IV di Brunswick, a cui, secondo il Gestorum Abbatem Trudonensium Continuatio Tertia II era stata promessa, nel 1213 e che, secondo la Chronicæ Regiæ Coloniensis Continuatio Prima, il matrimonio era stato celebrato, nel 2014, e secondo il Libro Memoriarum Sancti Blasii, era rimasta vedova, nel 1218, senza avergli dato figli. Maria morì nella primavera del 1260 e fu tumulata a Lovanio, nella Collegiata di San Pietro, accanto al padre, come ci riporta la Chronique des ducs de Brabant, Volume 2.
Il matrimonio tra Guglielmo e Maria durò circa due anni e non ebbe discendenza.

## Ascendenza
|                              |                        |                                           | Genitori                              |  |  | Nonni |  |  | Bisnonni                    |  |  | Trisnonni                   |  |
|                              |                        |                                           |                                       |  |  |       |  |  | Fiorenzo II, conte d'Olanda |  |  | Teodorico V, conte d'Olanda |  |
|                              |                        |                                           |                                       |  |  |       |  |  | Fiorenzo II, conte d'Olanda |  |  | Teodorico V, conte d'Olanda |  |
|                              |                        | Otelinda di Sassonia                      |                                       |  |  |       |  |  | Fiorenzo II, conte d'Olanda |  |  |                             |  |
| Teodorico VI, conte d'Olanda |                        |                                           |                                       |  |  |       |  |  | Fiorenzo II, conte d'Olanda |  |  |                             |  |
|                              |                        | Petronilla di Lorena                      | Teodorico II, duca di Lorena          |  |  |       |  |  |                             |  |  |                             |  |
|                              |                        | Petronilla di Lorena                      | Teodorico II, duca di Lorena          |  |  |       |  |  |                             |  |  |                             |  |
|                              |                        | Petronilla di Lorena                      | Edvige di Formbach                    |  |  |       |  |  |                             |  |  |                             |  |
| Fiorenzo III, conte d'Olanda |                        | Petronilla di Lorena                      |                                       |  |  |       |  |  |                             |  |  |                             |  |
|                              |                        | Ottone I di Salm, conte palatino del Reno | Ermanno di Lussemburgo, conte di Salm |  |  |       |  |  |                             |  |  |                             |  |
|                              |                        | Ottone I di Salm, conte palatino del Reno | Ermanno di Lussemburgo, conte di Salm |  |  |       |  |  |                             |  |  |                             |  |
|                              |                        | Ottone I di Salm, conte palatino del Reno | Sofia di Formbach                     |  |  |       |  |  |                             |  |  |                             |  |
| Sofia di Rheineck            |                        | Ottone I di Salm, conte palatino del Reno |                                       |  |  |       |  |  |                             |  |  |                             |  |
|                              |                        | Gertrude di Northeim                      | Enrico, margravio di Frisia           |  |  |       |  |  |                             |  |  |                             |  |
|                              |                        | Gertrude di Northeim                      | Enrico, margravio di Frisia           |  |  |       |  |  |                             |  |  |                             |  |
|                              |                        | Gertrude di Northeim                      | Gertrude di Brunswick                 |  |  |       |  |  |                             |  |  |                             |  |
| Guglielmo I, conte d'Olanda  |                        | Gertrude di Northeim                      |                                       |  |  |       |  |  |                             |  |  |                             |  |
|                              | Davide I, re di Scozia | Malcolm III, re di Scozia                 |                                       |  |  |       |  |  |                             |  |  |                             |  |
|                              | Davide I, re di Scozia | Malcolm III, re di Scozia                 |                                       |  |  |       |  |  |                             |  |  |                             |  |
|                              | Davide I, re di Scozia | Margherita di Scozia                      |                                       |  |  |       |  |  |                             |  |  |                             |  |
| Enrico di Scozia             | Davide I, re di Scozia |                                           |                                       |  |  |       |  |  |                             |  |  |                             |  |
|                              |                        | Maud di Northumbria                       | Waltheof, conte di Northumbria        |  |  |       |  |  |                             |  |  |                             |  |
|                              |                        | Maud di Northumbria                       | Waltheof, conte di Northumbria        |  |  |       |  |  |                             |  |  |                             |  |
|                              |                        | Maud di Northumbria                       | Giuditta di Lens                      |  |  |       |  |  |                             |  |  |                             |  |
| Ada di Scozia                |                        | Maud di Northumbria                       |                                       |  |  |       |  |  |                             |  |  |                             |  |
|                              |                        | Guglielmo di Warenne, II conte di Surrey  | Guglielmo I di Warenne                |  |  |       |  |  |                             |  |  |                             |  |
|                              |                        | Guglielmo di Warenne, II conte di Surrey  | Guglielmo I di Warenne                |  |  |       |  |  |                             |  |  |                             |  |
|                              |                        | Guglielmo di Warenne, II conte di Surrey  | Gundred, contessa del Surrey          |  |  |       |  |  |                             |  |  |                             |  |
| Ada de Warenne               |                        | Guglielmo di Warenne, II conte di Surrey  |                                       |  |  |       |  |  |                             |  |  |                             |  |
|                              |                        | Elisabetta di Vermandois                  | Ugo I, conte di Vermandois            |  |  |       |  |  |                             |  |  |                             |  |
|                              |                        | Elisabetta di Vermandois                  | Ugo I, conte di Vermandois            |  |  |       |  |  |                             |  |  |                             |  |
|                              |                        | Elisabetta di Vermandois                  | Adelaide di Vermandois                |  |  |       |  |  |                             |  |  |                             |  |
|                              |                        | Elisabetta di Vermandois                  |                                       |  |  |       |  |  |                             |  |  |                             |  |